# George Patton IV
 (mai 2023).
Si vous disposez d'ouvrages ou d'articles de référence ou si vous connaissez des sites web de qualité traitant du thème abordé ici, merci de compléter l'article en donnant les références utiles à sa vérifiabilité et en les liant à la section « Notes et références ».
Pour les articles homonymes, voir Patton.
George Smith Patton IV est un Major général de l'armée des États-Unis, né le 24 décembre 1923 à Boston et mort le 27 juin 2004 à Hamilton.
Il a servi pendant la guerre de Corée et la guerre du Viêt Nam.
Il est le fils du général de la Seconde Guerre mondiale George Patton.
Diplômé en 1946 de l'Académie militaire des États-Unis, sa première affectation fut à Ratisbonne, en Allemagne fédérale, où il participa au pont aérien de Berlin en 1948 .
En 1952, il rejoint la Compagnie C, 63rd Tank Battalion, 1st Infantry Division, en tant que chef de peloton. Un an après son retour d'Allemagne, il épouse Joanne Holbrook.

## Guerre de Corée
Patton a servi pendant la guerre de Corée à partir de février 1953, commandant la compagnie "A" du 140th Tank Battalion , 40th Infantry Division.  Il a reçu sa première Silver Star et le Purple Heart en Corée.
De retour aux États-Unis en 1954, Patton, désormais capitaine, est initialement affecté à West Point, mais est rapidement repris dans le cadre d'un programme d'échange et est envoyé enseigner à l'Académie navale des États- Unis.

## La guerre du Vietnam
Patton a effectué un total de trois périodes de service au Sud-Vietnam, la première d'avril 1962 à avril 1963 au Commandement de l'assistance militaire du Vietnam , au cours de laquelle il a été promu lieutenant-colonel. Il prend ensuite le commandement du 2e bataillon du 81e régiment blindé de la 1re division blindée à Fort Hood au Texas, avant sa deuxième tournée en 1967, celle-ci ne durant que trois mois. Au cours de la tournée finale et la plus intense de Patton, durant de janvier 1968 à janvier 1969, il a reçu deux Distinguished Service Crosses pour ses actions sur le champ de bataille. Au cours de cette dernière tournée, il a d'abord été nommé chef des opérations et des plans au siège, Armée des États-Unis Vietnam. Cependant, après sa promotion au grade de colonel en avril 1968, il reçoit le commandement du 11th Armored Cavalry Regiment. Au cours de ses trois tournées au Vietnam, Patton, qui utilisait fréquemment des hélicoptères comme poste de commandement mobile, a été abattu trois fois et a reçu la Distinguished Flying Cross.

## Après la guerre du Vietnam
Après le Vietnam, Patton est promu général de brigade en juin 1970 avant de devenir le général commandant la 2e division blindée, en 1975, en tant que général de division. C'était une unité que son père avait commandée juste avant que les États-Unis n'entrent dans la Seconde Guerre mondiale, ce qui en faisait la première fois dans l'histoire de l'armée américaine qu'un père et un fils commandèrent tous deux la même division.
Patton a été affecté au VIIe Corps en Allemagne, en tant que commandant adjoint. Il était en poste près de Stuttgart, où  Manfred Rommel, fils du maréchal Erwin Rommel, devint plus tard le bourgmestre de la ville. Les fils des deux anciens adversaires sont entrés dans une amitié très médiatisée, qui s'est poursuivie jusqu'à la mort de Patton en 2004.

## Récompenses et décorations
Les récompenses et décorations miliaires du général Patton comprennent :
Badges
| Basic Army Aircrew Badge (en) |
| Parachutist Badge             |

Décorations
| Bronze oak leaf cluster                                                     | Distinguished Service Cross avec une feuille de chêne en bronze |
| Bronze oak leaf cluster                                                     | Silver Star avec une feuille de chêne en bronze                 |
| Bronze oak leaf cluster · Bronze oak leaf cluster                           | Legion of Merit avec deux feuilles de chêne en bronze           |
|                                                                             | Distinguished Flying Cross                                      |
| V · Bronze oak leaf cluster                                                 | Bronze Star avec "V" Device et une feuille de chêne en bronze   |
|                                                                             | Purple Heart                                                    |
|                                                                             | Meritorious Service Medal                                       |
|                                                                             | Air Medal avec numéro 27                                        |
| Bronze oak leaf cluster · Bronze oak leaf cluster · Bronze oak leaf cluster | Army Commendation Medal avec trois feuilles de chêne en bronze  |

Récompenses d'unité
|  | Army Presidential Unit Citation |

Médailles de service
|                                         | American Campaign Medal                                                      |
|                                         | World War II Victory Medal                                                   |
|                                         | Army of Occupation Medal avec agrafe « Germany »                             |
| Bronze star                             | National Defense Service Medal avec une étoile de service en bronze          |
| Bronze star · Bronze star               | Korean Service Medal avec deux étoiles de campagne en bronze                 |
| Silver star · Bronze star · Bronze star | Vietnam Service Medal avec une étoile de service en argent et deux en bronze |

Décorations étrangères
|                                         | Vietnam Army Distinguished Service Order (2e classe)                                |
| Silver star · Bronze star · Bronze star | Vietnam Gallantry Cross (en) avec une étoile de service en argent et deux en bronze |
|                                         | Armed Forces Honor Medal, 1re classe                                                |
|                                         | Republic of Korea Presidential Unit Citation (en)                                   |
|                                         | Republic of Vietnam Gallantry Cross Uni                                             |
|                                         | United Nations Korea Medal                                                          |
|                                         | Vietnam Campaign Medal                                                              |
|                                         | Republic of Korea War Service Medal                                                 |